# بوجومبورا
تعد بوجمبورا العاصمة السابقة لبوروندي وتقع في الركن الشمالى الشرقى لبحيرة تنجانيقا وقُدر عدد سكانها عام 1994 بحوالى 300,000 نسمة وتعد من أكبر مدن بوروندي والمركز الإداري والاتصالي والاقتصادى ومن منتجاتها المنسوجات والصابون وكذلك الميناء الرئيسى لبوروندي ومن خلاله يتم شحن الصادرات الرئيسية للدولة من قهوة وقطن وجلود والقصدير الخام.

## الجغرافيا

### المناخ
| البيانات المناخية لـ{{{location}}}                                                                            | البيانات المناخية لـ{{{location}}} | البيانات المناخية لـ{{{location}}} | البيانات المناخية لـ{{{location}}} | البيانات المناخية لـ{{{location}}} | البيانات المناخية لـ{{{location}}} | البيانات المناخية لـ{{{location}}} | البيانات المناخية لـ{{{location}}} | البيانات المناخية لـ{{{location}}} | البيانات المناخية لـ{{{location}}} | البيانات المناخية لـ{{{location}}} | البيانات المناخية لـ{{{location}}} | البيانات المناخية لـ{{{location}}} | البيانات المناخية لـ{{{location}}} |
| الشهر | يناير                              | فبراير                             | مارس                               | أبريل                              | مايو                               | يونيو                              | يوليو                              | أغسطس                              | سبتمبر                             | أكتوبر                             | نوفمبر                             | ديسمبر                             | المعدل السنوي                      |
| --- | ---------------------------------- | ---------------------------------- | ---------------------------------- | ---------------------------------- | ---------------------------------- | ---------------------------------- | ---------------------------------- | ---------------------------------- | ---------------------------------- | ---------------------------------- | ---------------------------------- | ---------------------------------- | ---------------------------------- |
| الدرجة القصوى °م (°ف)                                                                                         | 34.6 (94.3)                        | 35.0 (95.0)                        | 34.0 (93.2)                        | 35.0 (95.0)                        | 32.0 (89.6)                        | 32.0 (89.6)                        | 33.0 (91.4)                        | 33.0 (91.4)                        | 33.8 (92.8)                        | 34.3 (93.7)                        | 33.8 (92.8)                        | 34.8 (94.6)                        | 35.0 (95.0)                        |
| متوسط درجة الحرارة الكبرى °م (°ف)                                                                             | 29.1 (84.4)                        | 29.7 (85.5)                        | 29.3 (84.7)                        | 29.2 (84.6)                        | 29.9 (85.8)                        | 29.9 (85.8)                        | 29.2 (84.6)                        | 30.0 (86.0)                        | 30.9 (87.6)                        | 30.1 (86.2)                        | 29.1 (84.4)                        | 28.9 (84.0)                        | 29.6 (85.3)                        |
| المتوسط اليومي °م (°ف)                                                                                        | 23.9 (75.0)                        | 23.9 (75.0)                        | 23.9 (75.0)                        | 23.9 (75.0)                        | 23.8 (74.8)                        | 23.6 (74.5)                        | 23.3 (73.9)                        | 24.3 (75.7)                        | 25.2 (77.4)                        | 25.1 (77.2)                        | 23.7 (74.7)                        | 23.9 (75.0)                        | 24.0 (75.2)                        |
| متوسط درجة الحرارة الصغرى °م (°ف)                                                                             | 19.2 (66.6)                        | 19.3 (66.7)                        | 19.3 (66.7)                        | 19.6 (67.3)                        | 19.1 (66.4)                        | 17.6 (63.7)                        | 17.2 (63.0)                        | 17.4 (63.3)                        | 18.6 (65.5)                        | 19.1 (66.4)                        | 19.1 (66.4)                        | 19.1 (66.4)                        | 18.7 (65.7)                        |
| أدنى درجة حرارة °م (°ف)                                                                                       | 14.0 (57.2)                        | 15.4 (59.7)                        | 14.7 (58.5)                        | 15.1 (59.2)                        | 16.2 (61.2)                        | 13.9 (57.0)                        | 11.8 (53.2)                        | 13.0 (55.4)                        | 14.3 (57.7)                        | 14.0 (57.2)                        | 15.9 (60.6)                        | 15.0 (59.0)                        | 11.8 (53.2)                        |
| معدل هطول الأمطار مم (إنش)                                                                                    | 100.3 (3.95)                       | 85.7 (3.37)                        | 117.5 (4.63)                       | 111.9 (4.41)                       | 56.6 (2.23)                        | 8.9 (0.35)                         | 2.7 (0.11)                         | 13.4 (0.53)                        | 33.0 (1.30)                        | 59.0 (2.32)                        | 97.1 (3.82)                        | 99.6 (3.92)                        | 785.7 (30.93)                      |
| متوسط الأيام الممطرة (≥ 0.1 mm)                                                                               | 16                                 | 19                                 | 18                                 | 18                                 | 10                                 | 2                                  | 1                                  | 2                                  | 8                                  | 15                                 | 19                                 | 19                                 | 147                                |
| متوسط الرطوبة النسبية (%)                                                                                     | 77                                 | 75                                 | 78                                 | 79                                 | 76                                 | 67                                 | 63                                 | 60                                 | 62                                 | 68                                 | 76                                 | 77                                 | 72                                 |
| ساعات سطوع الشمس الشهرية                                                                                      | 167.4                              | 158.2                              | 176.7                              | 165.0                              | 210.8                              | 255.0                              | 272.8                              | 251.1                              | 213.0                              | 189.1                              | 150.0                              | 164.3                              | 2٬373٫4                            |
| ساعات سطوع الشمس اليومية                                                                                      | 5.4                                | 5.6                                | 5.7                                | 5.5                                | 6.8                                | 8.5                                | 8.8                                | 8.1                                | 7.1                                | 6.1                                | 5.0                                | 5.3                                | 6.5                                |
| المصدر #1: المنظمة العالمية للأرصاد الجوية, الأرصاد الجوية الألمانية (humidity, 1953–1990 and sun, 1951–1990) |                                    |                                    |                                    |                                    |                                    |                                    |                                    |                                    |                                    |                                    |                                    |                                    |                                    |
| المصدر #2: Climate-Data.org (daily mean temperatures),                                                        |                                    |                                    |                                    |                                    |                                    |                                    |                                    |                                    |                                    |                                    |                                    |                                    |                                    |

## النمو
تحوّلت بوجمبورا من مجرد قرية صغيرة إلى ثكنة عسكرية أثناء الاحتلال الألماني وبعد الحرب العالمية الأولى أصبحت مركز إداري أثناء الانتداب البلجيكي على رواندا وتغيّر اسم المدينة من اوسمبورا إلى بوجمبورا بعد استقلال البلاد عام 1962 ومنذ ذلك الوقت أصبحت مسرحاً للقتال الدائم بين المجموعات العرقية الأساسية في البلاد (ميليشيات الهوتو ضد الجيش البوروندي الذي يديره التوتسى).

## توأمة
لبوجومبورا اتفاقيات توأمة مع:
- خفي

## أعلام
- شعباني نوندا
- ميخائيل كورتني
- ملشيور ندادايي
- سعيدي نتيبازونكيزا
- إيمانويل نيونكورو
- نيامكو سابوني
- محمد تشيتي
- سليمان نديكومانا
- موتارا الثالث من رواندا